# Dreamcatcher
Dreamcatcher – debiutancki album wydany 5 kwietnia 2010 roku przez polskiego twórcę muzyki trance Krzysztofa Prętkiewicza o pseudonimie artystycznym Nitrous Oxide. Autor przy tworzeniu płyty współpracował z polską wokalistką i pisarką tekstów Anną Mielniczuk (pseud. Aneym) oraz z amerykańskim wokalistą Seanem Ryanem. Tekst utworu "Far Away" powstał przy współpracy z wokalistką Justine Suissą należącą do grupy OceanLab.

## Lista utworów
1. "Alderaan" – 3:17
2. "North Pole (Album Edit)" – 4:57
3. "Mirror's Edge" – 6:16
4. "Follow You" (feat. Aneym) – 5:01
5. "Muriwai" – 4:20
6. "Blurry Motion" – 5:49
7. "Downforce" – 5:43
8. "Come Into My World" (feat. Sean Ryan) – 5:17
9. "Dreamcatcher" – 5:35
10. "Far Away" (feat. Aneym) – 3:55
11. "Endorphine" – 4:56
12. "Supra" – 4:43
13. "Amnesia (Chill Out Mix)" – 5:54